# ブレーラ (スペイン)
ブレーラ（Burela）は、スペイン・ガリシア州ルーゴ県のムニシピオ（基礎自治体）。コマルカ・ダ・マリーニャ・セントラルに属する。コマルカ内ではフォスに次いで、2番目に人口が多い。北と東はビスケー湾のカンタブリア海に面している。西はセルボ、南はフォスの各自治体と接している。
漁港は、大規模な漁船団を持ち、州内でも重要な位置を占める。人口は、1995年に7,834人であったのが、2008年時点で9,171人で、20世紀最後の数年で、目立って増加した。
ブレーラの基本的な経済活動は、漁業で、特にメルルーサ（pescadaまたはpixota、学名Merluccius merluccius）漁と大西洋カツオ（Sarda sardaまたは、Bonito atlántico）漁が盛んである。 また、食品加工業（缶詰、冷凍食品など）も重要な位置を占めている。 このほか、陶器製造、造船業、製材業などがある。フットサルクラブのCDブレーラFSが本拠地を置いている。
1994年に、セルボから分離するまで、セルボの一部を構成していた。住民呼称はburelés/-esa、burelao/-á、または男女同形のburelense。
ガリシア語話者の自治体住民に占める割合は93.04％（2001年）。

## 地理
ブレーラはルーゴ県の北部に位置し、コマルカ・ダ・マリーニャ・セントラルに属する。西はセルボと、北と東はカンタブリア海に面し、南部はフォスと接している。。
ブレーラは、マリーニャ・ルゲス（ルーゴの海岸地方）と呼ばれる地域にあり、ルーゴの平野部の北の端にある。海と山脈に挟まれて、時に切り立った崖や、岩によって切り離された、細長い帯状の海岸地帯の平野であるカンタブリア平原が自治体内から始っている。

### 人口
人口は唯一の教区であるサンタ・マリーア・デ・ブレーラ内に分散している。
| ブレーラの人口推移 1996－2012                           |
|                                                         |
| 出典:INE（スペイン国立統計局）1900年 - 1991年、1996年 - |

## 政治
自治体首長はガリシア社会党（PSdeG-PSOE）のアルフレード・ジャーノ・ガルシーア（Alfredo Llano García）、自治体評議員は：4、ガリシア国民党（PPdeG）：6、ガリシア社会党：5、ガリシア民族主義ブロック（BNG）：2となっている（2007年の自治体選挙の結果、得票順）。 

## 教区
自治体ブレーラは一つの教区ブレーラよりなる。
- ブレーラ（サンタ・マリーア）